# Bisbat de Locri-Gerace
El bisbat de Locri-Gerace (diocesi di Locri-Gerace (italià), Dioecesis Locrensis-Hieracensis -Sanctae Mariae de Pulsi) (llatí)) és una seu de l'Església catòlica, sufragània de l'arquebisbat de Reggio Calàbria-Bova, que pertany a la regió eclesiàstica Calàbria. El 2013 tenia 122.000 batejats d'un total 133.000 habitants. Actualment està regida pel bisbe Francesco Oliva.

## Territori
La diòcesi comprèn els següents municipis: Africo, Agnana Calabra, Antonimina, Ardore, Benestare, Bianco, Bivongi, Bovalino, Bruzzano Zeffirio, Camini, Canolo, Caraffa del Bianco, Careri, Casignana, Caulonia, Ciminà, Ferruzzano, Gerace, Gioiosa Ionica, Grotteria, Locri, Mammola, Marina di Gioiosa Ionica, Martone, Monasterace, Pazzano, Placanica, Platì, Portigliola, Riace, Roccella Ionica, Samo, San Giovanni di Gerace, San Luca, Sant'Agata del Bianco, Sant'Ilario dello Ionio, Siderno, Stignano i Stilo.
La seu episcopal és la ciutat de Locri, on es troba la catedral de Santa Maria del Mastro. A
 es troba la cocatedral de Santa Maria Assunta.
El territori està dividit en 74 parròquies.

## Història
La història de la fe cristiana a la diòcesi de Locri-Gerace comença des dels primers segles del cristianisme.
Els informes documentats de segles de l'antiguitat i de l'alta edat mitjana senyalen només la seu del bisbat, Locri, i no es refereix al seu territori. La presència documentada, per mitjà de per dos epígrafs, del cristianisme, és del segle iv. La seu episcopal es va establir, molt probablement abans del 343, i està documentada en l'últim quart del segle vi.
Els primers bisbes Locresi indicats per tradició són figures llegendàries, sense cap base històrica, com «Suera», indicat en el segle i. Hi ha d'haver una església catedral, però encara no ha estat identificat pels arqueòlegs.
Els límits de la primitiva zona d'influència (podríem anomenar-la diòcesi) de Locri eren el torrent Allaro (poc més de Caulonia) cap al nord, i el de Melito (Tucci) al sud. Comprenia completament el que posteriorment es convertirà en la diòcesi de Bova.
És possible que hi hagués petits pobles, a més de Locri. Havien d'haver-hi edificis religiosos, com l'església anomenada de Sant Marc a la zona de Kaulon (avui el jaciment arqueològic prop de Monasterace Marina), recentment datats als segles v–vi.
Entre els primers monestirs a Calàbria, documentats finals del segle vi, n'hi havia un a Locri. Eren monestirs de llengua, i probablement ritu, llatí.
D'ells no tenim informació fins a mitjan segle vii, llavors no hi ha notícia de la vida monàstica a la regió fins a l'arribada dels monjos grecs. Alguns afirmen que en aquest moment (segles vii-ix) es practicava la vida d'ermità en coves.
Al segle vi el territori del sud de Calàbria va esdevenir domini de l'Imperi Romà d'Orient. No hi va haver canvis fins al segle xi, quan van arribar els normands. Hi havia hagut, a Calàbria, al segle vi, les invasions dels longobards, però és poc probable (manca documentació) que també van arribar a la diòcesi.
Entre els bisbes que la tradició i les antigues cronologies atribueixen a Locri, hi ha tres prelats que no tenen res a veure amb aquí: Basilio I, que va assistir al Concili de Calcedònia del 451, però que en realitat era bisbe de Nacolia a Frígia; Pietro va ser bisbe Lorensis ("Lorium" a Etrúria) i no Locrensis; i finalment, Basilio II apareix en el pseudo-sínode romà de 503 com a episcopus Nacoliae, evidentment derivat de les subscripcions del Sínode de Calcedònia.
En canvi, el primer bisbe de Locri, on es coneix el nom és Dulcino, nomenat en una carta del papa Gregori el Gran, i del qual només se sap que va morir en 594. El segon, Marciano, el va succeir en el 597 i es va asseure a la càtedra de nou en 599. Altres bisbes estan documentats abans de l'any mil: Crescenzo (649), Stefano (680), Gregorio (mort el 709), Cristoforo (787) i Giorgio (870).
El locrianesos van moures gradualment fins al lloc de Gerace cap a finals del segle vii i principis del segle viii. El primer nom de la ciutat, "Santa Ciriaca" (una màrtir oriental), apareix per primera vegada en un document del 787. La primitiva catedral de Santa Ciriaca hauria estat intramurs, però no es documenten restes. Són els supervivents d'aquesta època, i per això preciossísimes, sempre a Gerace, les esglésies de Sant Giovannello i della Nunziatella (aquesta última es conserva, del període, només l'absis), que els estudiosos daten del segle x.
El segle viii es va caracteritzar per la crisi iconoclasta, a conseqüència de la qual el basileus de Constantinoble va decidir el trasllat de la diòcesi de la Itàlia meridional a l'obediència del patriarcat de Constantinoble.
En el territori de la transacció en el període romà d'Orient no se sap gaire cosa. Probablement, Gerace no va ser l'única ciutat. La franja costanera estava probablement desolada. Cap a dins deurien sorgirs d'altres kastron o kastelion i nombroses choria i Pyrgoi. Emergeixen dels documents els noms d'Africo, Bovalino, Bruzzano, Bucito (antic nom de Martone), probablement ja existien Ardore, Grotteria, Mammola, Roccella, Castelvetere (Caulonia). En aquest moment, als turons, van viure eremites, i els monestirs es trobaven per gairebé tot el territori.
Al segle x es va fundar la diòcesi de Bova, arrencant una gran part del territori al de Gerace. Després de 902 (any de la conquesta de Taormina, que va posar fi a la conquesta de tota la Sicília) els àrabs van dirigir-se a Calàbria: el 925 va prendre Bruzzano. Gerace va ser conquistada el 985 conjuntament a Bovalino. Els atacants van abandonar la zona amb poques pistes, inclòs el nom actual de Careri, que ve de l'àrab hareri ('teixidor').

### Monaquisme
A finals del segle ix i principis del x, Calàbria va acollir els cristians expulsats de Sicília pels àrabs. Va ser el començament del desenvolupament de la regió de la vida monàstica, considerada, italo-grega. De Sicília va arribar a establir-se en Calàbria, sants com sant Elies el Jove o sant Leoluca de Corleone. Segons un estudiós francès de primer rang al segle x «... Calàbria es converteix per excel·lència en la terra de monjos i ermitans...» la seva fama «... s'expandeix per tot el món romà, fins a Constantinoble i Jerusalem ...». La regió donarà sants com santa Elia Speleota, sant Nicodem de Ciro, sant Fantino el Jove, sant Nil de Rossano, sant Giovanni Therestis o sant Lleó l'Africà.
A la diòcesi, els monjos grecs són explícitament a les fonts no abans de finals del segle ix - principis del segle x. La tradició diu que sant Hilarió romangués a Caulonia al segle iv, no té base històrica. Els grecs de Calàbria són tant agricultors com copistes; afluixaren el sòl, arrencaren arbres, van plantar la vinya. Així que en molts llocs al voltant dels monestirs, es formaren masos, que s'ompliren ràpidament d'agricultors.
A la diòcesi hi havia quatre àrees monàstiques prominents: la de Stilo - Bivongi; l'actual vall del Torbido, incloent Limina; el territori de Gerace; la vall de Buonamico.
A més de les formes ermitanes i laborioses, que estan ben testificades, no se sap molt dels monestirs que havien d'estar presents.
El monestir més important de la diòcesi era el de Sant Filippo d'Argiro Gerace.
L'únic monestir femení, també a Gerace, era la de Santa Parasceve.
Molt important, a la vall de Stilaro, San Giovanni Theristis a Bivongi, (que va tenir com a mas Sants Cosme i Damià a Riace), Santa Maria di Monte Stella a Stilo i Santa Maria della Cattolica a Stilo.
Digne d'esment, al sud, Santa Maria di Polsi, que tindrà un gran destí llarg dels segles, i San Giorgio di Pietra Kappa, prop de San Luca, mentre que hi ha poques fonts històriques sobre el cenobi del basilians a la Muntanya Varraro nord de Careri .
Aquesta és la situació a la vall del Torbido:
A Limina, vivint sant Nicodem, va ser fundat el monestir de Sant Nicola de Kellarana, el més important de la zona. Entre els segles xv i xvi la seva seu es va traslladar a Mammola, al mas de San Biagio.
S'esmenten en un document grec de 1106:
- Santissima Deipara dei Buceti, a Martone
- Sant'Anania, potser a prop de Martone
- San Giovanni Profeta Precursore e Battista, potser a San Giovanni di Gerace.

Al llarg del Pretoriate (actual Torbido), es trobava el monestir de Sant Fantino Vecchio. També al llarg del mateix riu, hi va haver Sant Fantino de Pretoriate.
En una carta grega de donació de data 1011-1012 un tal Nicodemo Kondos, per al perdó dels seus molts pecats, li dona al «nostre sant pare Nicodem» l'església (o monestir) de la Theotokos ton Orton, quatre mil cargols i dos grans barrils. No se sap si va ser un monestir o una església senzilla, i s'identifica comunament amb Santa Maria delle Grazie, a prop de Gioiosa. A Grotteria, proper a l'església de Santa Maria del Socors més recent, hi ha notícies d'un monestir de Sant Nicola; segons un document de 1232 i hauria estat destruïda per un terratrèmol el 1349. A més dels monestirs esmentats aquí, que estan documentats en altres diòcesis, gairebé trenta anys, cinc dels quals ni tan sols sabia la ubicació.
La forta fluctuació dels monjos d'un monestir a un altre, i la brevetat de la vida de molts monestirs, fan impossible qualsevol avaluació del nombre de monestirs individuals.
Pel que fa a la presència dels sants de la diòcesi, Nicodem és una sant històric, ja que no hi ha dubtes de cap tipus quant a la seva existència; va viure en el territori d'Africo, al segle xi, San Leo. A prop de Bivongi va viure al segle ix sant Giovanni Therestis, el segador.
El culte a aquests sants va ser espontàni i immediat, i sens dubte es va limitar - com encara avui - l'única àrea que havia estat l'escenari de la seva vida, i en què van morir i van ser enterrats. Això es deu al fet que els sants italogrecs eren venerats especialment en els monestirs. A més, cada monestir, a més de ser independent dels altres, podien presumir dels seus propis sants, als que dediquen la màxima atenció i adoració.

### Període normand
En el període de l'ocupació normanda es van construir el castell i la catedral; Gerace va esdevenir un gran pati. El nombre de bisbes geracesos de les èpoques romana d'Orient i normanda és incompleta. Rellevant va ser obra de Leonzio, creador i sustentador de la catedral. Els normands van portar amb ells el "monacat llatí", i es va situar en els punts estratègics de la regió. Els benedictins van fundar:
- Santa Maria della Matina prop de San Marco Argentano (1065 aprox.)
- Santa Maria di Corazzo prop de l'actual Carlopoli (1060 aprox.)
- La Santissima Trinità a Mileto (1080 aprox.)
- Santa Maria a Sant'Eufemia Lamezia (1162 aprox.)
- Santa Maria di Camigliano prop de Tarsia (1070 aprox.)
- Santa Maria de Valle Josaphat prop de Paola (1100 aprox.)
- Sant Bru fundà la cartoixa de Serra San Bruno el 1091.

El Canonges Regulars de Sant Agustí van fundar Santa Maria Catòlica i dels XII Apòstols a Bagnara en 1085. Més tard, Santa Maria della Matina, Santa Maria di Corazzo i la Cartoixa van passar als cistercencs, que van fundar directament Santa Maria della Sambucina a Luzzi. Dels cistercencs provenia l'abat Gioacchino da Fiore, que va fundar en 1191 l'orde dels Florians. Aquests monjos eren l'instrument a través del qual la cultura llatina va començar a estendres sense parar a Calàbria.
En època normanda, a més de la ciutat, hi havia castra, castellia, casalia, motte. Només Bruzzano s'esmenta en un document, com a casal.
Cal assenyalar que l'època normanda va ser el moment més feliç dels monestirs italogrecs. Això pot passar perquè les àrees en què els normands no podia imposar immediatament el seu projecte - la diòcesi de Bova, Gerace i Oppido - van ser envoltats i gairebé assetjats per grans abadies llatines que van fundar (com la Cartoixa de Serra i de la Santíssima Trinitat de Mileto), que es va infiltrar lentament per les diòcesis gregues només a través de donacions i beneficis.
El monestir de San Fantino del Pretoriate, per exemple, va ser assignat primer a la Cartoixa de Serra, a continuació, al voltant de 1139, a la Santa Trinitat de Venosa (ciutat de la Pulla).

### Període sueu
Al període normand el van succeir els sueus (1194-1266). En el tercer quart del segle xiii, sembla que a la diòcesi s'hauria produït una clara recuperació, i la recuperació de les condicions de vida més acceptables. Tenim notícies generals de l'arrogància i la usurpació dels senyors locals, però és massa poc per reconstruir el període històric. Els límits de molts latifundis feudals s'interferien sovint amb els dels monestirs italogrecs.
Van començar a estendre a la diòcesi el ritu i la llengua llatina; segons la tradició, va ser fundada el Gerace en el transcurs del segle xiii l'església de San Michele de 'Latinis. En 1179, en el seu testament, una dona de Castelvetere va instar els sacerdots a cantar Missa per la salvació de la seva ànima, fos en grec o en llatí.

### Període aragonès
Després del període suau, va començar l'angeví-aragonès. Hi havia, en aquells anys greus desordres intereligiosos per la presència d'una colònia jueva. A Grotteria (important centre de la diòcesi), la "Giudecca" sembla testificada en 1276-1277.
S'ha de recordar que els angevins va fer una forta política anti-romana d'Orient, fent una contribució decisiva a la final de monaquisme italogrec. Aquests, així com la política contrària dels angevins, va decaure per alguns dels seus mals interns. Per exemple, ja no tenia intercanvis amb el món romà d'Orient. Un altre problema era que la gent no era més tota grega. A més, els actius dels monestirs van ser dissipats per abats malvats o confiscats pels senyors feudals garrepes.
Un important conjunt de documents, la Collettorie pontificie, indiquen la situació de la diòcesi en els anys 1324-1328. Quant als monestirs, tots els de la diòcesi van ser gravats, en 1324, per a un total de 3 unces i mitja. La xifra global de les rendes de la mesa episcopal arribà a 198 florins l'any, i se situa en la posició mitjana en el rànquing de les diòcesis de Calàbria.
En el lapse dels dos segles següents més de la meitat dels monestirs geracesos acabaren desgastats i no deixar altres empremtes que alguna pista vaga a la toponímia, o convertir-se en graner dels més importants; això també per a la pràctica de la comenda.
En 1342 Barlaam de Seminara, personalitats de gran nivell cultural i polític en el món romà d'Orient del segle xiv, va ser triat bisbe de Gerace directament per Papa Climent VI. La seva presència a la càtedra episcopal va ser, i segueix sent, una qüestió de prestigi per a la diòcesi.

### Període modern
Tornant els ulls organització diocesana del segle xv, a prop del bisbe estava operant el capítol, format per set dignitats: degà, cantant, ardiaca, protopapa, tresorer, protonotari, primicer - i un bon nombre de canonges simples.
Pel que fa a les parròquies, les principals esglésies dels més importants van ser "protopapali", de les diverses parròquies que tenim notícia al bell mig del segle xvi, un període de la qual tenim algunes referències de les visites pastorals.
Un altre document clau en la història del cristianisme en aquesta àrea és un informe que, en 1457, va compilar Atanasio Calceofilo (Chalkeopoulos), llavors arximandrita (regent) de Santa Maria del Patir a Rossano, i futur bisbe de Gerace. La situació general a tota la diòcesi és acceptable; però hi ha situacions que són particularment greus, que entenen la forma en què el monaquisme italogrec estava desapareixent. El total, en els monestirs visitats, és de 14 monjos i 10 monges.
L'únic monestir italogrec que sobreviu, fins al 1783, serà Sant Biagio en Mammola, inicialment grangia de Sant Nicodem. Un fet fonamental en aquests anys va ser la introducció a la diòcesi, el 1470 i a Grotteria, els dominicans.
Un bisbe grec, Atanasio Calceofilo (Chalkeopoulos), obligarà a Gerace el canvi del ritu bizantí al llatí. També va eliminar la iconòstasi de la catedral.
De 1472 a 1536 la diòcesi es va unir a la seu d'Oppido Mamertina.
El 8 d'abril de 1920 amb el breu Sanctuarium beatae Mariae la diòcesi va ser ampliada, incorporant el territori de l'abadia territorial de Santa Maria di Polsi.
El 22 de febrer de 1954, en virtut de la butlla Urgente Christi del Papa Pius XII la catedral i la seu episcopal va ser traslladada de Gerace a Locri i la diòcesi va prendre el nom de diòcesi de Locri-Gerace, que va mantenir fins al 30 de setembre de 1986, quan es va fer càrrec de la nom
 actual a conseqüència del decret Cum procedere.

## Episcopologi
- Basilio I † (citat el 451) ?
- Pietro di Lauria † (citat el 487) ?
- Basilio II † (citat el 504) ?
- Dolcino †
- Marciano † (citat el 599)
- Crescenzio † (citat el 649)
- Stefano † (citat el 680)
- Gregorio † (citat el 709)
- Leonzio † (1138 - vers 1178)
- Eustasio † (1179 - ?)
- Nicola † (1194 - ?)
- Basilio III † (1204 - ?)
- Nilo † (citat el 1219)
- Bartinolfo, O.S.B.I. † (1233 - 1253 deposat)
- Leone † (1253 - ?)
- Paolo † (1260 - ?)
- Giacomo I, O.S.B.I. † (1279 - 1303 mort)
- Barlaam † (1303 - ?)
- Giovanni Tirseo † (1312 - ?)
- Nicola † (10 de juliol de 1342 - 1342 mort)
- Barlaam di Seminara, O.S.B.I. † (20 d'octubre de 1342 - 1 de juny de 1348 mort)
- Simone Atomano, O.S.B.I. † (de juny de 1348 - 17 d'abril de 1366 nomenat arquebisbe de Tebe)
- Nicola Mele † (3 d'agost de 1366 - 1382 deposat)
- Giacomo II † (1382 - 2 de juny de 1400 mort)
- Angelo de Tufo † (5 de juliol de 1400 - 7 de maig de 1419 mort)
- Paolo di Segni † (19 de juny de 1419 - 4 de febrer de 1429 nomenat arquebisbe de Reggio Calàbria)
- Aimerico † (18 de març de 1429 - 7 de maig de 1444 mort)
- Gregorio Diositani † (10 de juliol de 1444 - 3 d'agost de 1461 mort)
- Atanasio Calceofilo, O.Cist. † (21 d'octubre de 1461 - 4 de novembre de 1497 mort)
- Troilo Carafa † (27 de novembre de 1497 - vers 1501 mort)
- Jaime de Conchillos † (23 de febrer de 1505 - 25 de febrer de 1509 nomenat bisbe de Catània)
- Bandinello Sauli † (1509 - 19 de novembre de 1517 renuncià)
  - Francesco Armellini Pantalassi de' Medici † (19 de novembre de 1517 - 6 de juny de 1519 renuncià) (administrador apostòlic)
  - Alessandro Cesarini † (6 de juny de 1519 - 15 de juny de 1519 renuncià) (administrador apostòlic)
- Girolamo Planca † (15 de juny de 1519 - 21 d'agost de 1534 mort)
  - Alessandro Cesarini † (21 d'agost de 1534 - 20 de febrer de 1538 renuncià) (administrador apostòlic, per segona vegada)
- Tiberio Muti † (20 de febrer de 1538 - 9 de març de 1552 nomenat bisbe d'Assís)
- Andrea Candido, O.S.Io.Hier. † (19 de març de 1552 - 6 de setembre de 1574 mort)
- Ottaviano Pasqua † (17 de setembre de 1574 - 8 de gener de 1591 mort)
- Vincenzo Bonardo, O.P. † (20 de març de 1591 - 11 de març de 1601 mort)
- Orazio Mattei † (19 de novembre de 1601 - 13 de juny de 1622 mort)
- Alessandro Bosco † (8 d'agost de 1622 - 1624 renuncià)
- Stefano de Rosis † (29 de gener de 1624 - 15 d'agost de 1624 mort)
- Giovanni Maria Belletti † (27 de gener de 1625 - 24 de febrer de 1626 mort)
- Lorenzo Tramallo † (16 de setembre de 1626 - 8 d'octubre de 1649 mort)
- Michele Angelo Vincentini † (2 de maig de 1650 - 20 de desembre de 1670 renuncià)
- Stefano Sculco † (22 de desembre de 1670 - 20 d'abril de 1686 deposat)
- Tommaso Caracciolo † (28 d'abril de 1687 - 31 de març de 1689 mort)
- Domenico Diez de Aux † (7 de novembre de 1689 - 5 de novembre de 1729 mort)
- Ildefonso del Tufo, O.S.B.Oliv. † (8 de febrer de 1730 - 7 de maig de 1748 renuncià)
- Domenico Bozzoni † (3 de març de 1749 - 21 de desembre de 1749 mort)
- Cesare Rossi † (23 de febrer de 1750 - 14 de novembre de 1755 mort)
- Pietro Domenico Scoppa † (5 d'abril de 1756 - 14 de novembre de 1793 mort)
  - Sede vacante (1793-1797)
- Vincenzo Barisani, O.S.A. † (18 de desembre de 1797 - 4 de febrer de 1806 mort)
  - Sede vacante (1806-1818)
- Giuseppe Maria Pellicano † (21 de desembre de 1818 - 19 de juny de 1833 mort)
- Luigi Perrone † (19 de desembre de 1834 - 14 de març de 1852 mort)
- Pasquale de Lucia † (27 de setembre de 1852 - 11 de juny de 1860 mort)
  - Sede vacante (1860-1872)
- Francesco Saverio Mangeruva † (6 de maig de 1872 - 11 de maig de 1905 mort)
- Giorgio Delrio † (6 de desembre de 1906 - 16 de desembre de 1920 nomenat arquebisbe d'Oristany)
- Giovanni Battista Chiappe † (4 d'octubre de 1922 - 26 d'agost de 1951 mort)
- Pacifico Maria Luigi Perantoni † (31 de gener de 1952 - 21 d'agost de 1962 nomenat arquebisbe de Lanciano e Ortona)
- Michele Alberto Arduino † (21 d'octubre de 1962 - 18 de juny de 1972 mort)
- Francesco Tortora † (21 d'octubre de 1972 - 22 de setembre de 1988 renuncià)
- Antonio Ciliberti (7 de desembre de 1988 - 6 de maig de 1993 nomenat arquebisbe de Matera-Irsina)
- Giancarlo Maria Bregantini, C.S.S. (12 de febrer de 1994 - 8 de novembre de 2007 nomenat arquebisbe de Campobasso-Boiano)
- Giuseppe Fiorini Morosini, O.M. (20 de març de 2008 - 13 de juliol de 2013 nomenat arquebisbe de Reggio Calàbria-Bova)
- Francesco Oliva, des del 5 de maig de 2014

## Demografia
A finals del 2013, la diòcesi tenia 122.000 batejats sobre una població de 133.000 persones, equivalent 91,7% del total.
| any  | població | població | població | sacerdots | sacerdots       | sacerdots       | sacerdots             | Diaques | religiosos | religiosos | Parròquies |
| ---- | -------- | -------- | -------- | --------- | --------------- | --------------- | --------------------- | ------- | ---------- | ---------- | ---------- |
| any  | batejats | total    | %        | total     | clergat secular | clergat regular | batejats por sacerdot | Diaques | homes      | dones      |            |
| 1948 | 148.700  | 149.000  | 99,8     | 109       | 107             | 2               | 1.364                 |         | 2          | 63         | 73         |
| 1970 |          | 260.000  | 0,0      | 100       | 95              | 5               | 0                     |         | 5          | 112        | 75         |
| 1980 | 121.900  | 128.300  | 95,0     | 76        | 62              | 14              | 1.603                 |         | 15         | 141        | 77         |
| 1990 | 127.100  | 128.150  | 99,2     | 70        | 54              | 16              | 1.815                 |         | 17         | 114        | 60         |
| 1999 | 131.190  | 131.665  | 99,6     | 73        | 53              | 20              | 1.797                 | 2       | 23         | 137        | 73         |
| 2000 | 130.048  | 131.150  | 99,2     | 73        | 54              | 19              | 1.781                 | 2       | 22         | 140        | 73         |
| 2001 | 129.874  | 131.021  | 99,1     | 74        | 55              | 19              | 1.755                 | 2       | 22         | 143        | 73         |
| 2002 | 132.107  | 133.307  | 99,1     | 81        | 56              | 25              | 1.630                 | 2       | 28         | 145        | 73         |
| 2003 | 132.105  | 133.281  | 99,1     | 79        | 56              | 23              | 1.672                 | 1       | 23         | 147        | 73         |
| 2004 | 132.511  | 134.043  | 98,9     | 77        | 52              | 25              | 1.720                 | 1       | 25         | 147        | 73         |
| 2013 | 122.000  | 133.000  | 91,7     | 92        | 63              | 29              | 1.326                 | 7       | 31         | 113        | 74         |